# ادریس انقلاب‌لی
ادریس انقلاب‌لی (ترکی آذربایجانی: İdris İnqilablı؛ زادهٔ ۶ اکتبر ۲۰۰۱) بازیکن فوتبال است.
وی همچنین در تیم ملی فوتبال زیر ۱۹ سال جمهوری آذربایجان بازی کرده‌است.